# Verpleegkundig specialist
Een verpleegkundig specialist (VS) is een zorgverlener die binnen de strikte kaders van het eigen welomschreven vakgebied zelfstandig zorg verleent. De verpleegkundig specialist is de opvolger van de eerdere functie nurse practitioner zoals die tussen 1999 en 2009 ingezet werd.

## Nederland
De verpleegkundig specialist (VS) mag in Nederland binnen de strikte kaders van het eigen specialisme zelfstandig behandelingen indiceren, verrichten en delegeren, die:
1. routinematig zijn
2. strikt geprotocolleerd zijn aan de hand van landelijk geldende richtlijnen, standaarden en daarvan afgeleide protocollen.

Taken van een VS zijn divers, zoals spreekuur houden, recepten uitschrijven, behandelplannen opstellen, onderzoek aanvragen en uitvoeren en patiëntenzorg coördineren.
Daarnaast is een VS geautoriseerd om behandelingen zonder hoog risico uit te voeren, zoals endoscopieën, zenuwblokkades en het plaatsen van een centraal veneuze katheter (CVC).
In Nederland zijn VS'en werkzaam in huisartsenpraktijken, ziekenhuizen, op ambulances, in de verpleeghuiszorg, in de geestelijke gezondheidszorg (ggz) en in de jeugdgezondheidszorg.
De zorg die een VS verleent valt strikt binnen het kader van de afdeling waar de VS werkzaam is. Zo zal een VS heelkunde nazorg na operaties verlenen en mogelijk kleine ingrepen verrichten en doet een VS cardiologie nazorg na bijvoorbeeld dotterprocedures, verricht cardioversies en doet poliklinische zorg zoals een hartfalenpoli.
In Nederland zijn de VS'en sinds 2009 opgenomen in het BIG-register en vallen dus onder het medisch tuchtrecht. Een VS heeft de opleiding tot master in advanced nursing practice afgerond en zich vervolgens laten registreren als verpleegkundig specialist. Een VS mag de titel 'MSc' voeren.
Er zijn twee specialismen geregistreerd:
- verpleegkundig specialist algemene gezondheidszorg,
- verpleegkundig specialist geestelijke gezondheidszorg.

## België
In België bestaat sinds kort de opleiding tot verpleegkundig specialist, deze wordt gezien als de masteropleiding na Verpleegkunde en wordt gevolgd op de universiteit, "Master in de verpleegkunde en de vroedkunde".
Na het behalen van dit diploma heb je geleerd om als Verpleegkundig specialist de gezondheidsbeleving te optimaliseren en onderzoek te voeren.
In tegenstelling tot andere landen, zoals Nederland en de Verenigde Staten, heeft een verpleegkundig specialist in België geen medische bevoegdheden. De VS gaat vooral patiënt en familie coachen en begeleiden, en hiernaast mee onderzoek voeren en innoveren binnen de werkplaats.